# Werner Kempf
Werner Kempf (9 de marzo de 1886 - 6 de enero de 1964) fue un General der Panzertruppe del Ejército alemán que alcanzó el mando de cuerpo de ejército durante la II Guerra Mundial. Kempf es más conocido por el mando del Destacamento de Ejército Kempf durante la Batalla de Kursk. 

## Carrera
Kempf se unió al Ejército Imperial Alemán en 1905; tras la I Guerra Mundial, sirvió en el Reichswehr y después en la Wehrmacht. En octubre de 1937 Kempf tomó el mando de la recién formada 4.ª Brigada Panzer; en enero de 1939 fue promovido a Generalmajor. Al principio de la II Guerra Mundial en Europa, tomó parte en la invasión de Polonia como comandante de la División Panzer Kempf, que también era conocida como la Panzerverband Ostpreußen (Grupo Panzer Prusia Oriental) del 3.º Ejército a las órdenes de Georg von Küchler. Como comandante de división, recibió la capitulación de la fortaleza Zakroczym, que fue seguida de la masacre de Zakroczym, en la conclusión de la Batalla de Modlin. La división retornó a Prusia Oriental al final de la campaña polaca, y Kempf fue nombrado comandante de la 1.ª División Ligera, renombrada 6.ª División Panzer, el 18 de octubre de 1939.
En 1939 y 1940 Kempf lideró la 6.º División Panzer en la Batalla de Francia. Recibió la Cruz de Caballero de la Cruz de Hierro el 3 de junio de 1940 por su papel en la campaña, y fue promovido a Generalleutnant el 1 de agosto de 1940. El 6 de enero de 1941, se le ordenó formar el XXXXVIII Cuerpo (motorizado), y se convirtió en su comandante, así como con su ascenso a General der Panzertruppe, el 1 de abril de 1941. Con este cuerpo Kempf tomó parte en la Operación Barbarroja, la invasión de la Unión Soviética, empezando el 22 de junio de 1941, como parte del Grupo Panzer 1 del Grupo de Ejércitos Sur, donde el cuerpo tomó parte en la Batalla de Uman y la Batalla de Kiev (1941), empujando hasta Kursk.
El 5 de mayo de 1942 era comandante general del XXXXVIII Cuerpo Panzer y con este puesto el 10 de agosto de 1942 recibió las Hojas de Roble para la Cruz de Caballero. En julio de 1943, participó en la Batalla de Kursk como comandante del Destacamento de Ejército Kempf. De mayo a septiembre de 1944 fue comandante del Heer (Ejército alemán) en los Países Bálticos. Fue después trasladado a la reserva hasta ser capturado en 1945 y puesto en cautividad. Fue liberado en 1947.

## Condecoraciones
- Cruz de Hierro (1914) 2.ª Clase (15 de septiembre de 1914) & 1.ª Clase (28 de febrero de 1916)[2]
- Broche de la Cruz de Hierro (1939) 2.ª Clase (15 de septiembre de 1939) & 1.ª Clase (28 de septiembre de 1939)[2]
- Cruz de Caballero de la Cruz de Hierro con Hojas de Roble
  - Cruz de Caballero el 3 de junio de 1940 como Generalleutnant y comandante de la 6.ª División Panzer[3]
  - 111.ª Hojas de Roble el 10 de agosto de 1942 como General der Panzertruppe y comandante del XXXXVIII. Panzerkorps[4]
- Cruz de Honor para los combatientes del Frente de 1914-1918
- Premio de la Wehrmacht de 4.ª Clase por 4 años de Servicios
- Premio de la Wehrmacht de 3.ª Clase por 12 años de Servicios
- Premio de la Wehrmacht de 2.ª Clase por 18 años de Servicios
- Premio de la Wehrmacht de 1.ª Clase por 25 años de Servicios
- Orden de Guerra “Miguel el valiente” de 3.ª Clase (Rumania)
- Cruz Friedrich Augusto de 2.ª Clase (Gran Ducado de Oldenburgo)
- Cruz Friedrich Augusto de 1.ª Clase (Gran Ducado de Oldenburgo)